# Moulins-lès-Metz

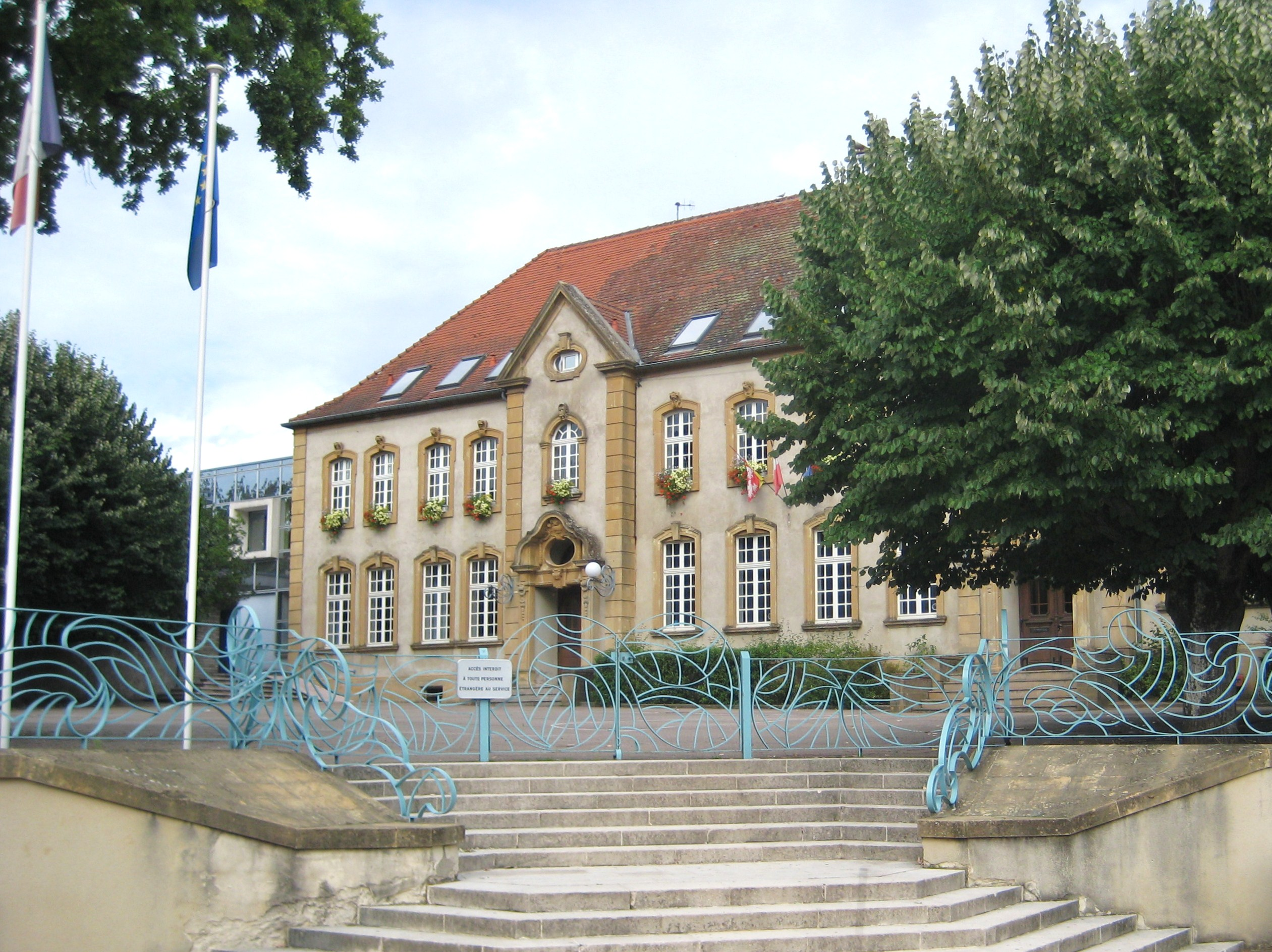
Rathaus im Schloss Grignan

Moulins südwestlich der Stadt Metz auf einem Plan der Umgebung von Metz um 1900

Moulins-lès-Metz (deutsch Mühlen bei Metz) ist eine französische Stadt mit 5161 Einwohnern (Stand 1. Januar 2022) im Département Moselle in der Region Grand Est (bis 2015 Lothringen). Sie gehört zum Arrondissement Metz.

## Geographie
Die Gemeinde liegt fünf Kilometer südwestlich von Metz. Der alte Ortskern befindet sich am linken Moselufer, neuere Wohn- und Industriebetriebe auf der rechten Moselseite, die zusammen mit anderen umliegenden Gemeinden und der Stadt Metz ein geschlossenes Siedlungsgebiet bilden. 
Das Gemeindegebiet von Moulins wird im Südosten vom Luftwaffenstützpunkt Jean Dagnaux in Metz-Frescaty (Base aérienne 128 Metz-Frescaty) begrenzt.

## Geschichte
Der Ort wurde 936 erstmals als Molendina erwähnt und liegt an der alten Römerstraße von Verdun nach Metz, dort wo sie kurz vor Metz die Mosel überquert. Die Ortschaft gehörte zum Bistum Metz. Von hier aus ließen  die Bischöfe von Metz die Moselbrücke überwachen, bis der Fluss 1617 seinen Lauf änderte. 
Hier wurde 1498 König Maximilian bei seiner Reise nach Metz feierlich empfangen. 1513 hieß die Stadt Mollin devant Metz, 1552 wurde sie von Frankreich okkupiert, das sich den annektierten Besitz 1648 im Westfälischen Frieden bestätigen ließ. Als Herzog Karl III. von Lothringen 1590 Metz belagern wollte, schlug er hier sein Feldlager auf, wurde aber bald von den Metzern vertrieben.
Das rote Kreuz auf goldenem Grund im Stadtwappen war das Symbol von Abraham de Fabert, der die Herrschaft über Moulins ausübte. Das Mühlrad nimmt Bezug auf den Ortsnamen (moulins = Mühlen).
Durch den Frankfurter Frieden vom 10. Mai 1871 kam die Region an das deutsche Reichsland Elsaß-Lothringen, und die Stadt wurde dem Landkreis Metz im Bezirk Lothringen zugeordnet.
Nach dem Ersten Weltkrieg musste die Region aufgrund der Bestimmungen des Versailler Vertrags 1919 an Frankreich abgetreten werden und wurde Teil des Département Moselle.
Im Zweiten Weltkrieg war die Region von der deutschen Wehrmacht besetzt.
1915–1918 und 1940–1944 trug die Stadt den deutschen Namen Mühlen bei Metz.

### Bevölkerungsentwicklung
| Jahr      | 1962 | 1968 | 1975 | 1982 | 1990 | 1999 | 2007 | 2019 |
| Einwohner | 2590 | 4160 | 5700 | 5034 | 4827 | 4663 | 5040 | 5007 |

## Sehenswürdigkeiten

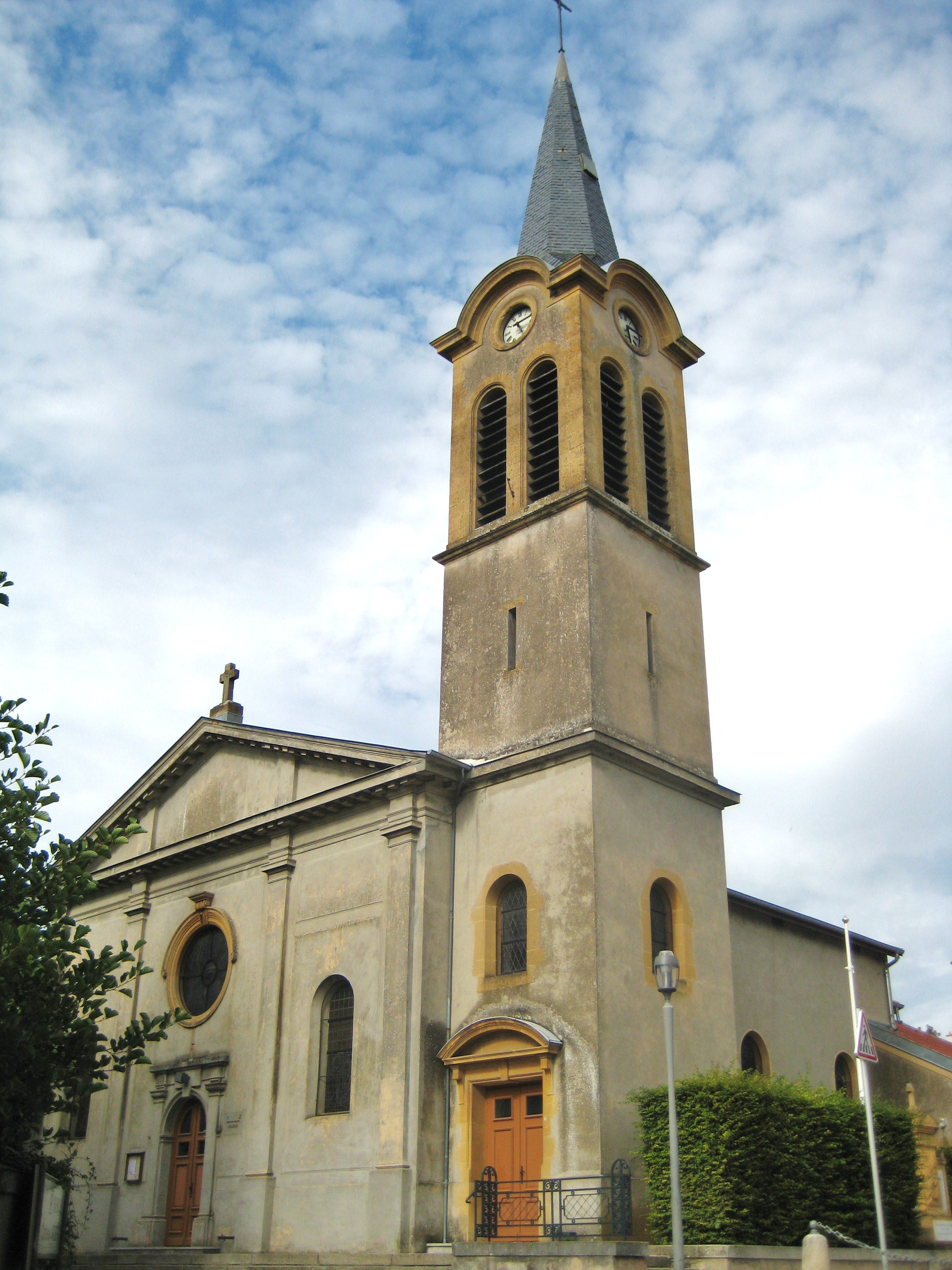
Kirche St. Pierre-Apôtre
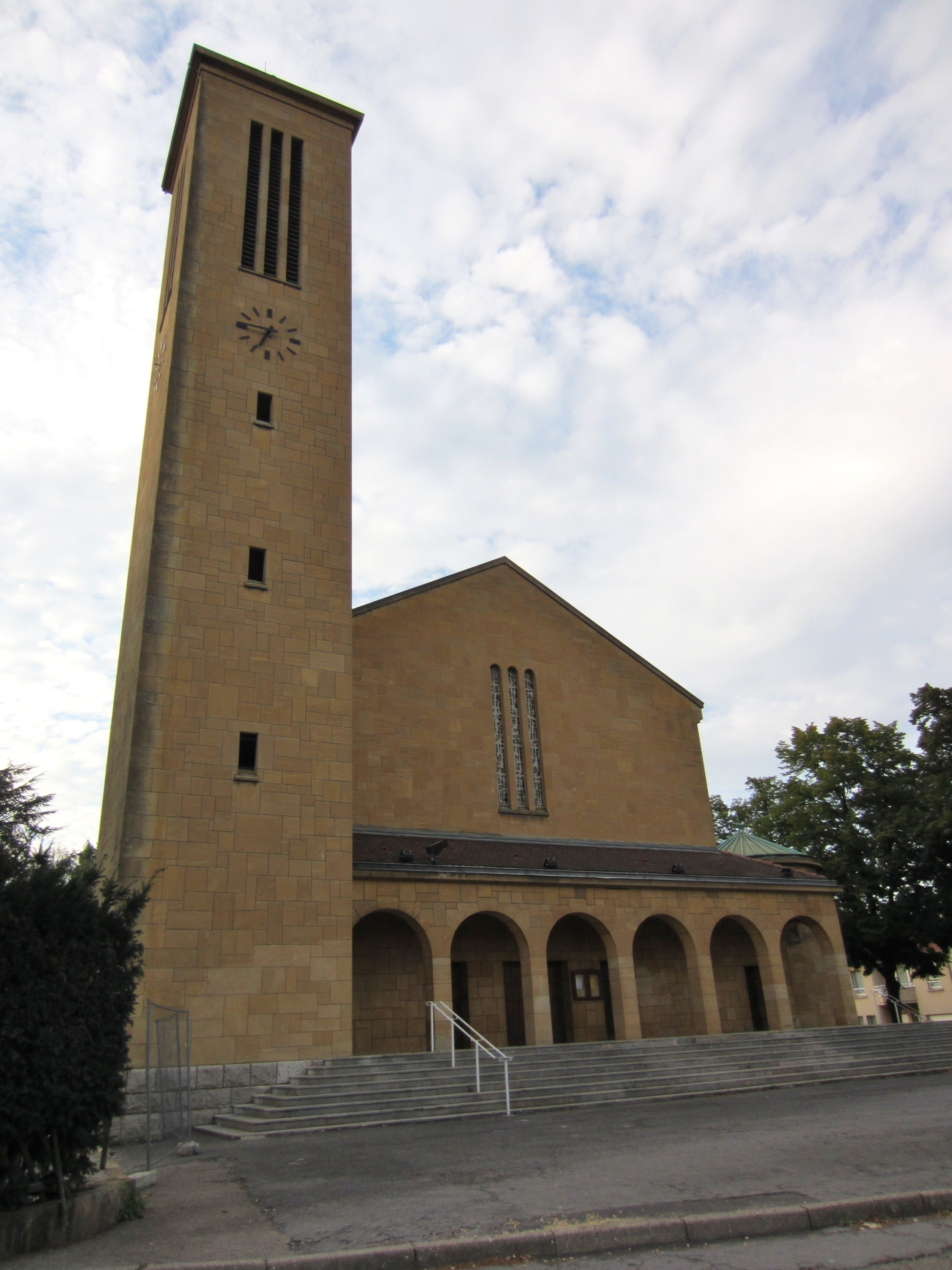
Kirche St. Pierre-aux-Liens
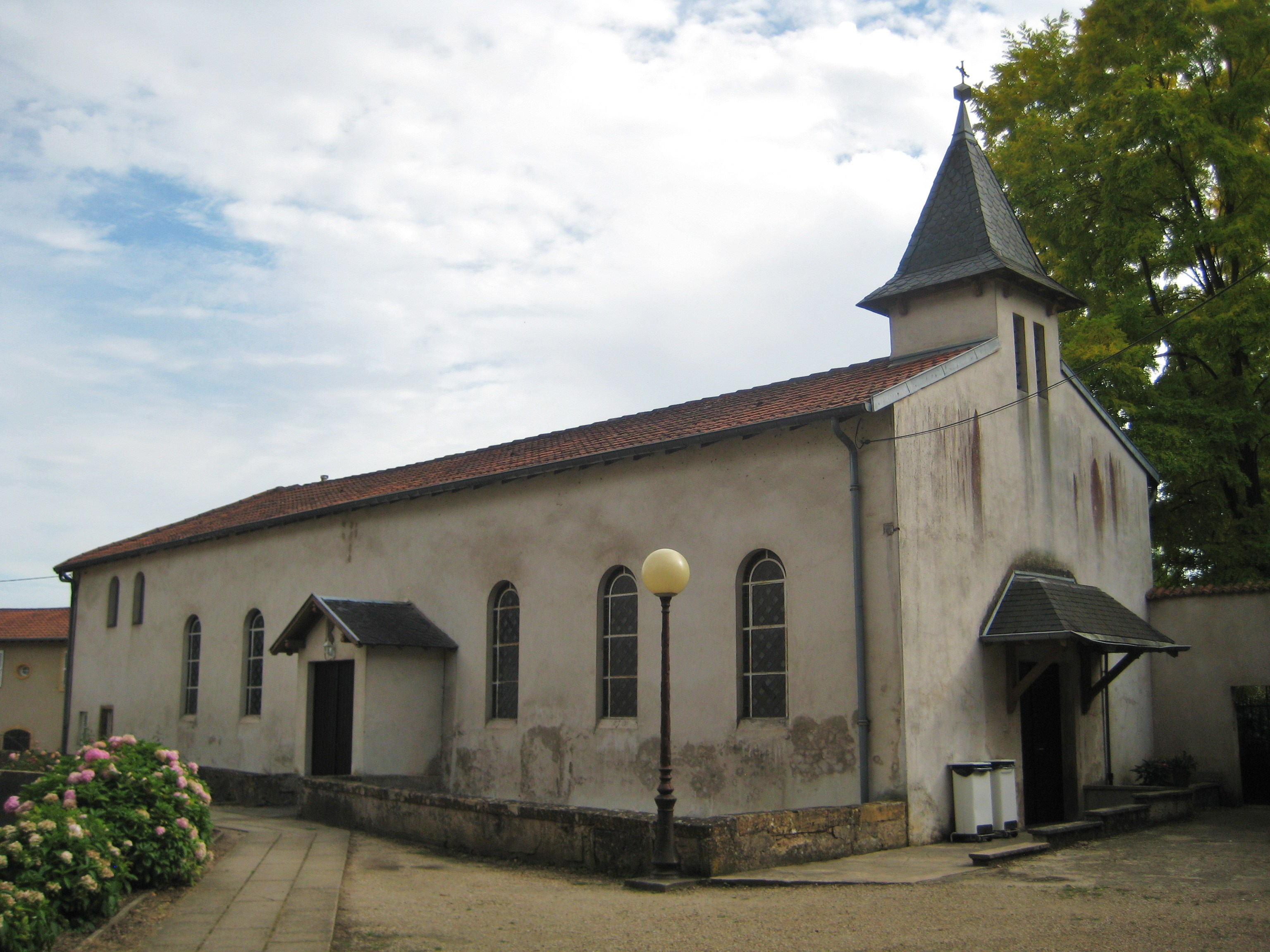
Kapelle der Einsiedelei St. Jean
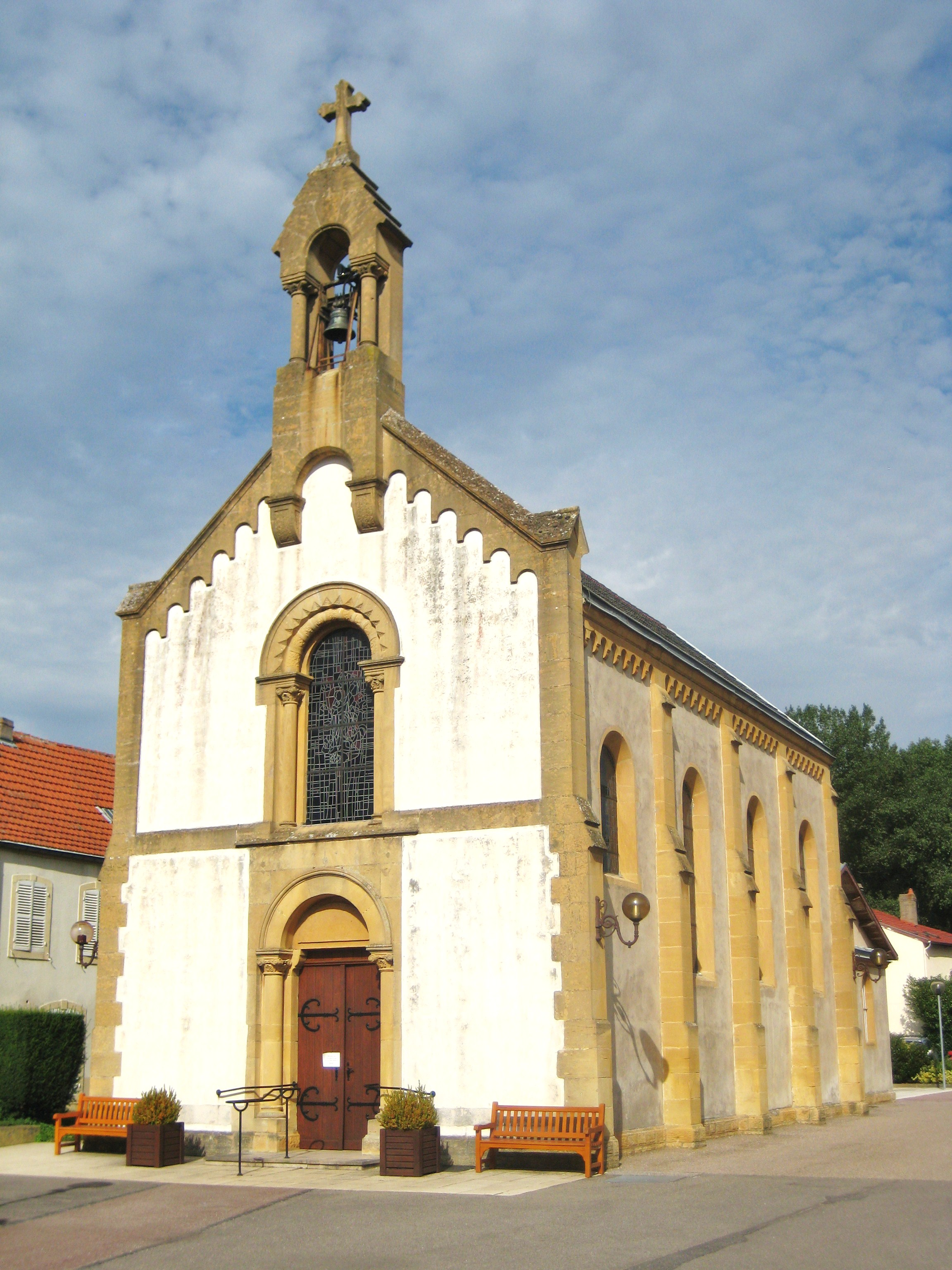
Kapelle der Kongregation der Barmherzigen Töchter von St. Vincent-de-Paul
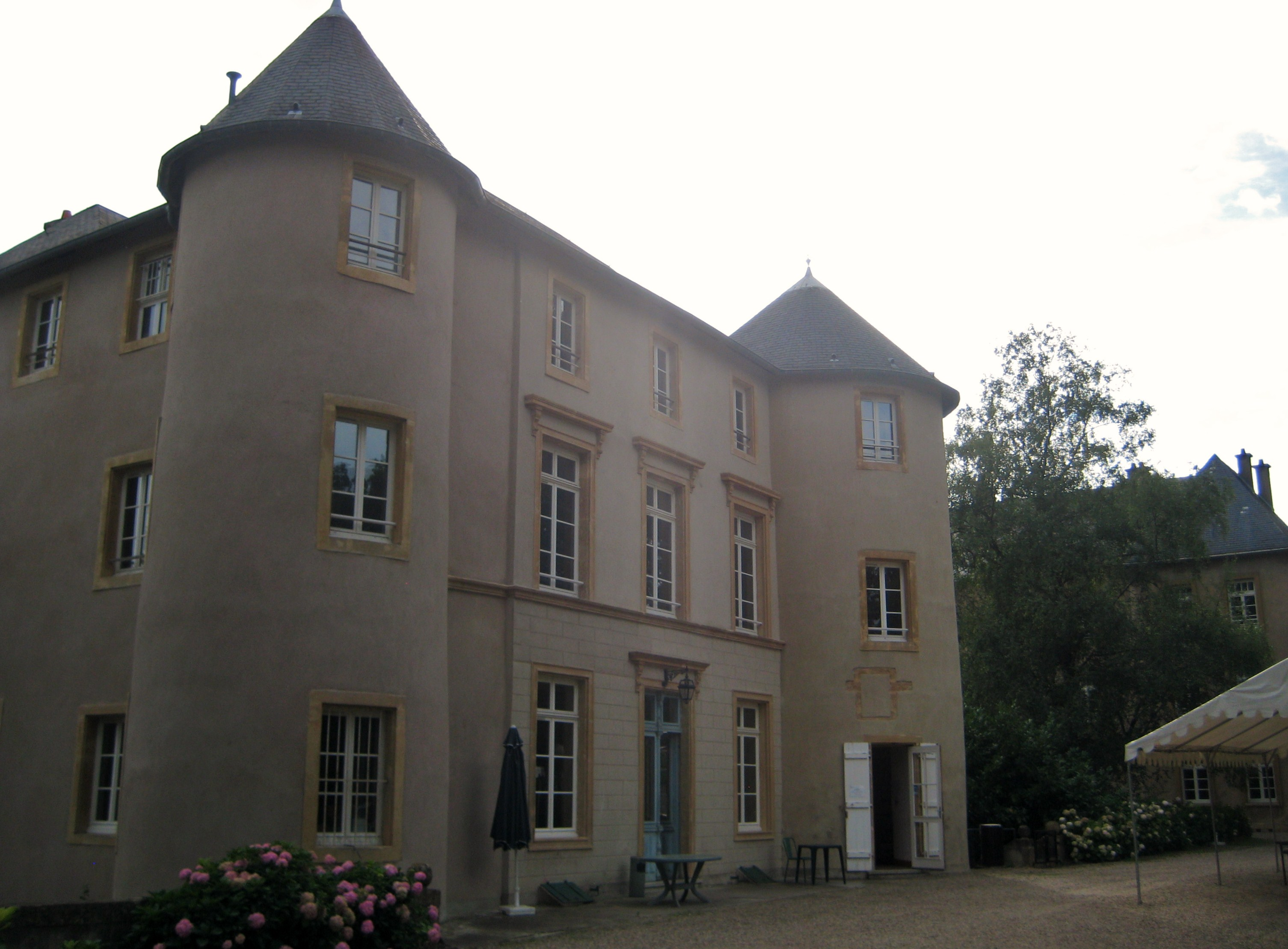
Schloss Ermitage St. Jean
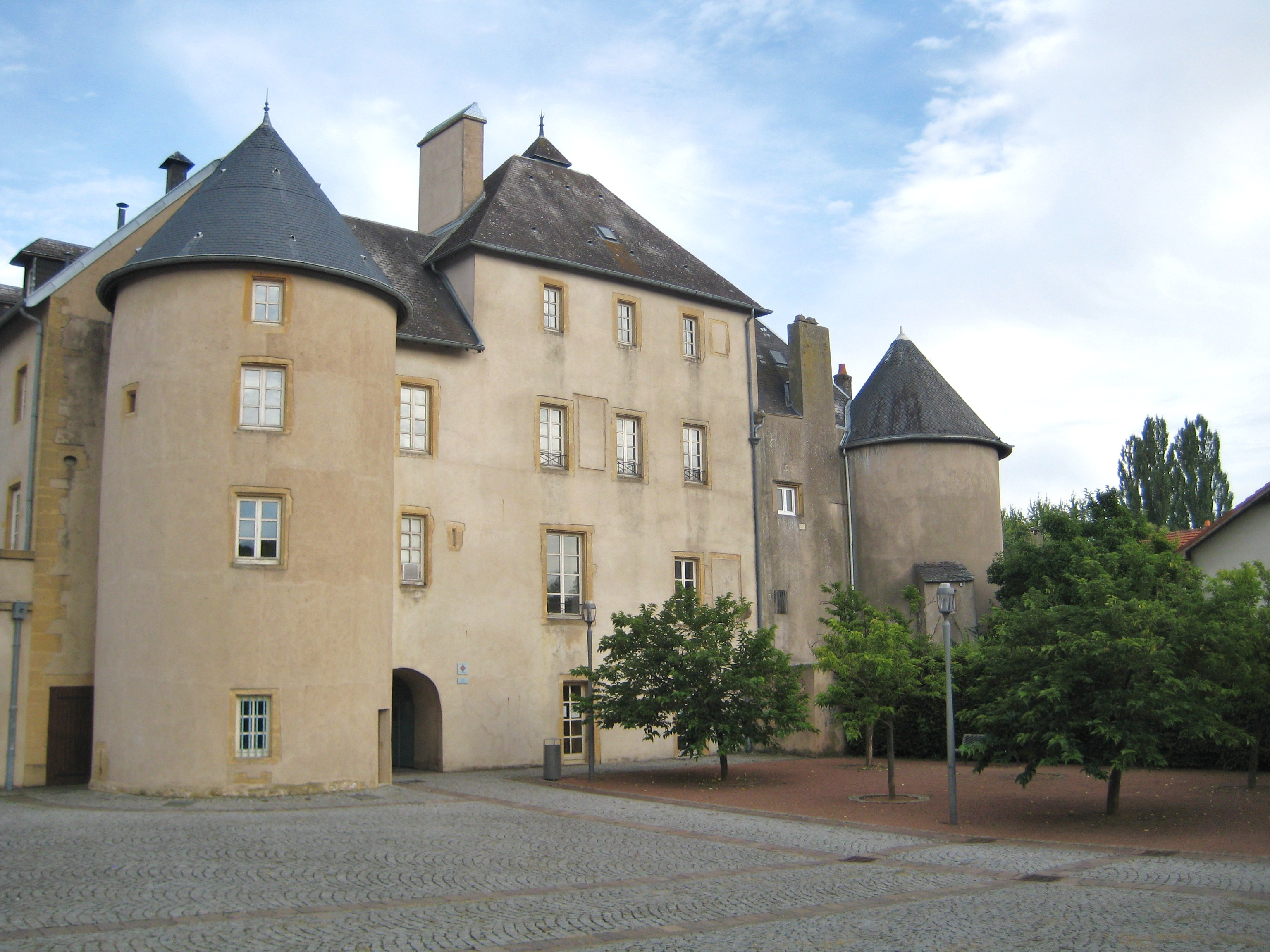
Schloss Fabert

## Belege
1. ↑  Franz Xaver Kraus: Kunst und Alterthum in Elsass-Lothringen. Beschreibende Statistik. Band III: Kunst und Althertum in Lothringen, Friedrich Bull, Straßburg 1886, S. 802–804 (books.google.de).
2. 1 2 3 4  Eugen H. Th. Huhn: Deutsch-Lothringen. Landes-, Volks- und Ortskunde, Stuttgart 1875, S. 270–271  (google.books.de).
3. ↑  Wappenbeschreibung auf genealogie-lorraine.fr (französisch)